# Nouvel Agenda transatlantique
 (novembre 2023).
Si vous disposez d'ouvrages ou d'articles de référence ou si vous connaissez des sites web de qualité traitant du thème abordé ici, merci de compléter l'article en donnant les références utiles à sa vérifiabilité et en les liant à la section « Notes et références ».
Le Nouvel Agenda transatlantique (NAT) est un accord adopté à Madrid en 1995 visant à l'élaboration d'un marché commun entre les États-Unis et l'Union européenne.
Cet accord est signé par le président de la Commission européenne Jacques Santer, le Premier ministre espagnol Felipe Gonzalez, le président du Conseil européen, et le président américain Bill Clinton. Le NAT fournit un cadre politique dans quatre domaines principaux :
- promotion de la paix
- réponse aux défis mondiaux
- extension du commerce
- constructions de « ponts transatlantiques » entre les acteurs